# Cinemateca Uruguaiana
La Cinemateca Uruguaiana (nom oficial en castellà: Cinemateca Uruguaya) és un arxiu cinematogràfic ubicat a Montevideo de l'estat d'Uruguai. Va ser fundada el 1952 per la fusió de dos cineclubs que volien crear un arxiu propi i el 2020 comptava amb més de vint mil pel·lícules en format fílmic, magnètic o numèric.
La Cinemateca és membre de la Federació Internacional d'Arxius Fílmics (Fiaf), que té la seu a Brussel·les. Així mateix, forma part de l'ICAU, és a dir, de l'Institut del Cinema i Audiovisual de l'Uruguai (Instituto del Cine y Audiovisual del Uruguay). Entre els seus principals contribuents cal destacar Rodolfo Vicente Tálice, Alberto Mántaras Rogé, Eugenio Hintz i José Carlos Álvarez.
La pel·lícula més antiga que conserva és una cursa ciclista al velòdrom d'Arroyo Seco de 1898. La Cinemateca alberga pel·lícules de molts artistes, entre ells, del català Fèlix Oliver.

## Reconeixement
- 1995: Premi Morosoli.
- 1998: Patrimoni Cultural de Montevideo.
- 1998: «Institució educativa» per la Universitat de la República.
- 1999: «Monument històric» per la Comissió de Patrimoni i per l'Institut Nacional de l'Audiovisual.
- 2007: Institució d'interès departamental per la ciutat de Montevideo.[2]